# Voerendaal (gemeente)

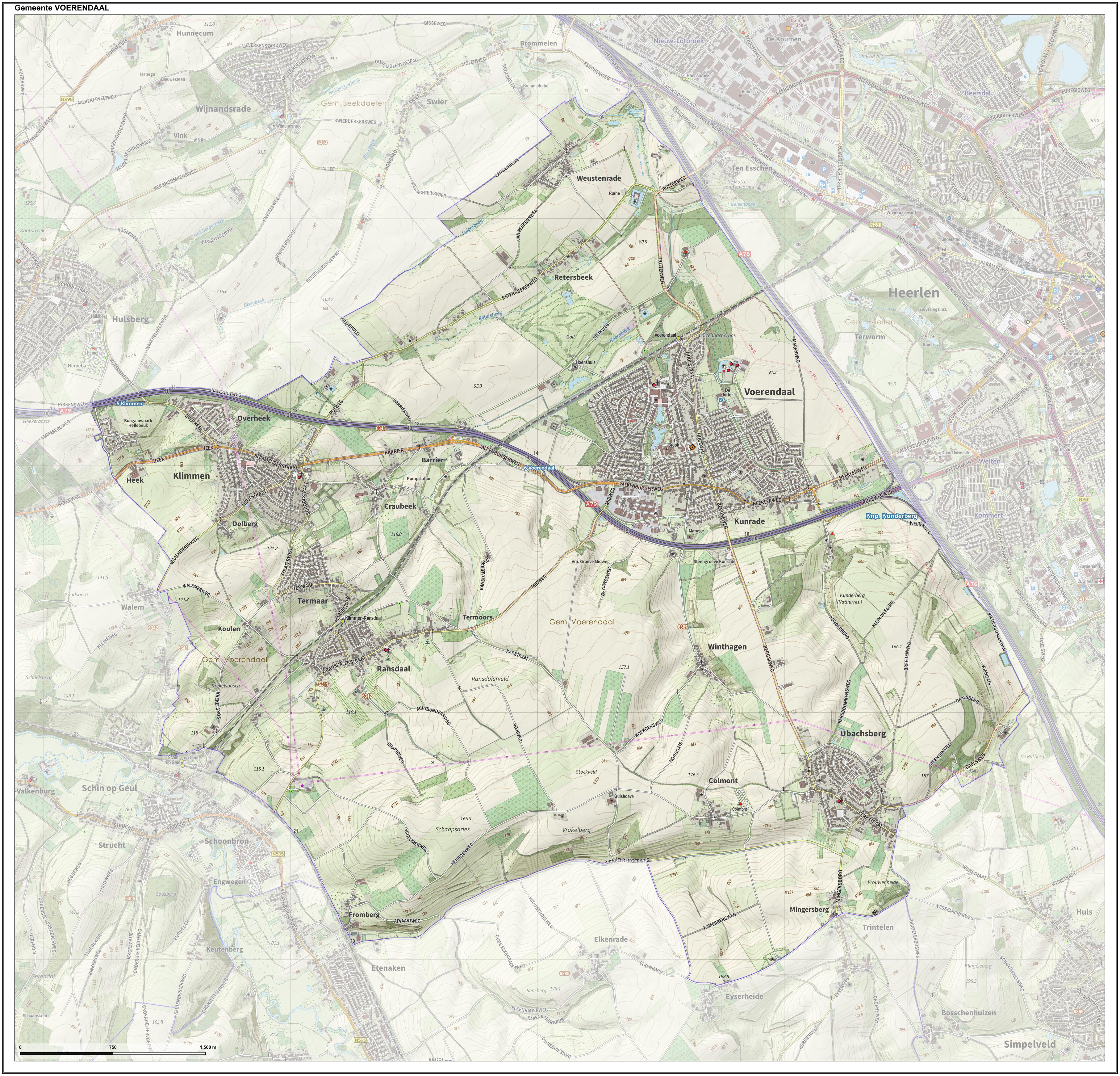
Topografische gemeentekaart van Voerendaal, september 2022

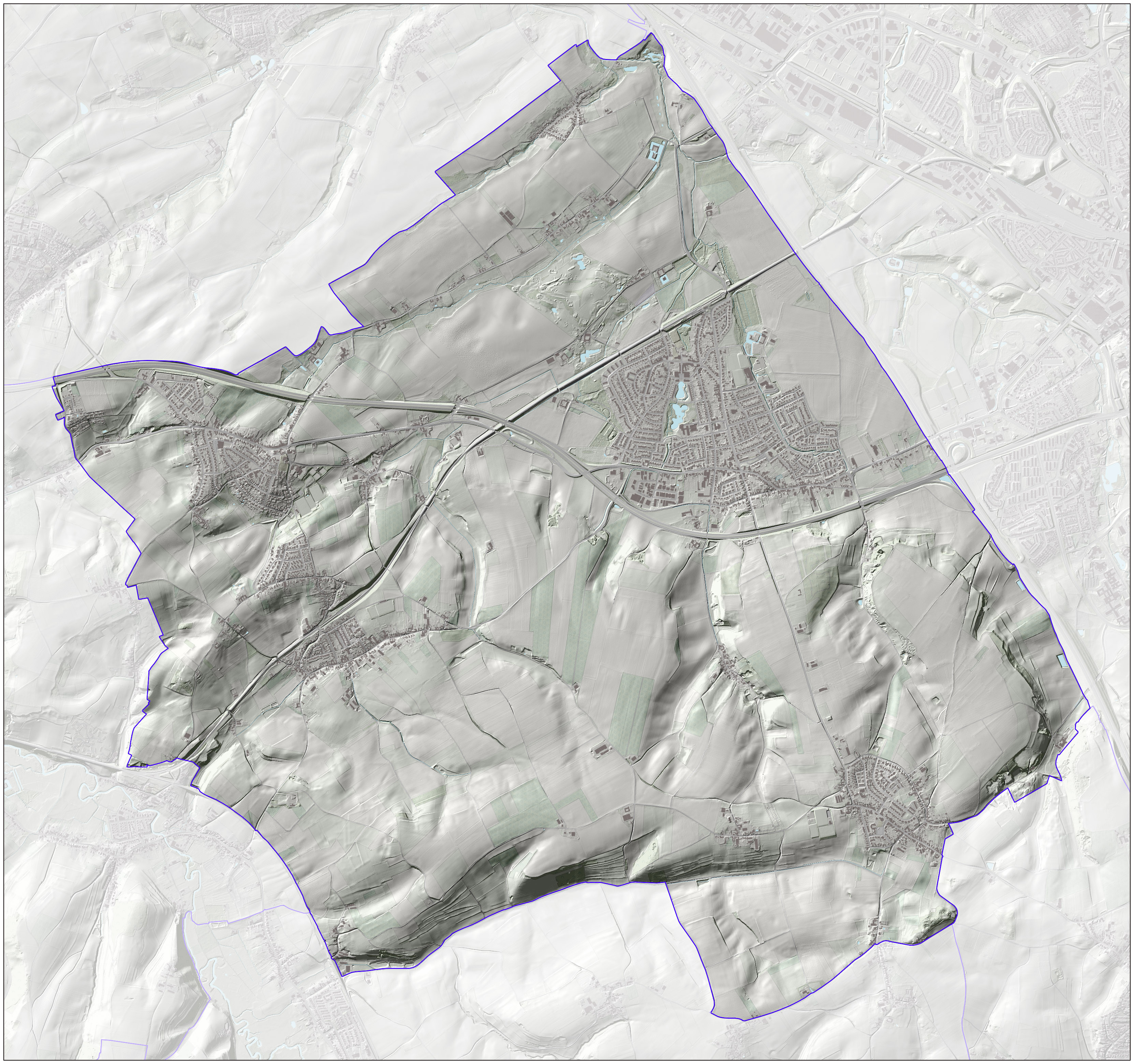
Reliëfbeeld van de gemeente Voerendaal

Voerendaal (uitspraakⓘ) is een gemeente in het zuiden van de Nederlandse provincie Limburg. Voerendaal maakt deel uit van het bestuurlijke samenwerkingsverband Parkstad Limburg. De gemeente telt 12.375 inwoners (22 november 2024, bron: CBS) en heeft een oppervlakte van 31,42 km² (waarvan 0,10 km² water).

## Ligging en vorming
Voerendaal is een vrij landelijke en heuvelachtige gemeente die grenst aan het stedelijke gebied van Heerlen. De A76 vormt een barrière tussen de twee gebieden. Ten zuiden van de plaats ligt de A79. In het zuidoosten van de gemeente het natuurgebied de Kunderberg. In de gemeente wordt er slechts op kleine schaal gebouwd. Voerendaal heeft twee stations aan de lijn Maastricht - Heerlen: Voerendaal en Klimmen-Ransdaal. De gemeente is bijzonder rijk aan kastelen en kasteelachtige landhuizen.
| Aangrenzende gemeenten | Aangrenzende gemeenten | Aangrenzende gemeenten | Aangrenzende gemeenten | Aangrenzende gemeenten |
| ---------------------- | ---------------------- | ---------------------- | ---------------------- | ---------------------- |
| Beekdaelen             |                        |                        |                        | Heerlen                |
|                        |                        |                        |                        |                        |
| Valkenburg aan de Geul |                        |                        |                        |                        |
|                        |                        |                        |                        |                        |
|                        |                        | Gulpen-Wittem          |                        | Simpelveld             |

## Kernen
Er zijn binnen de gemeente 5 dorpen en daarnaast 20 buurtschappen en gehuchten. Reeds van oudsher horen Kunrade en Ubachsberg bij Voerendaal. Bij de gemeentelijke herindeling per 1 januari 1982 werden de vroegere gemeente Voerendaal en de gemeente Klimmen, waartoe ook Ransdaal behoorde, opgeheven en kwam het grondgebied bij de nieuwe (fusie-)gemeente Voerendaal.

### Buurtschappen
Naast deze officiële kernen bevinden zich in de gemeente de volgende buurtschappen: Barrier, Dolberg, Heek (gedeeltelijk), Koulen, Kruishoeve, Lubosch, Opscheumer, Overheek, Termoors en Terveurt.

## Religie
De gemeente heeft verschillende kerkdorpen binnen haar grenzen. De kerken in de gemeente zijn de:
- Sint-Remigiuskerk te Klimmen
- Onze Lieve Vrouw van Altijddurende Bijstandkerk te Kunrade
- Sint-Theresiakerk te Ransdaal
- Sint-Bernarduskerk te Ubachsberg
- Sint-Laurentiuskerk te Voerendaal

Daarnaast bevinden zich er diverse wegkruizen en kapelletjes in de gemeente.

## Bestuur

### Gemeenteraad
De gemeenteraad van Voerendaal bestaat uit 15 zetels. Hieronder staat de samenstelling van de gemeenteraad sinds 1998:
| Gemeenteraadszetels          | Gemeenteraadszetels | Gemeenteraadszetels | Gemeenteraadszetels | Gemeenteraadszetels | Gemeenteraadszetels | Gemeenteraadszetels | Gemeenteraadszetels |
| Partij                       | 1998                | 2002                | 2006                | 2010                | 2014                | 2018                | 2022                |
| ---------------------------- | ------------------- | ------------------- | ------------------- | ------------------- | ------------------- | ------------------- | ------------------- |
| Democraten Voerendaal        | 2                   | 2                   | 2                   | 4                   | 4                   | 5                   | 6                   |
| Voerendaal Actief            | -                   | -                   | -                   | 2                   | 4                   | 3                   | 2                   |
| VVD                          | 1                   | 1                   | 1                   | 1                   | -                   | 1                   | 2                   |
| CDA                          | 4                   | 3                   | 4                   | 3                   | 2                   | 2                   | 2                   |
| PvdA                         | 3                   | 2                   | 3                   | 2                   | 2                   | 2                   | 2                   |
| D66                          | 3                   | 3                   | 2                   | 2                   | 2                   | 1                   | 1                   |
| Algemeen Gemeenschaps Belang | 2                   | 3                   | 2                   | 1                   | 1                   | 1                   | -                   |
| Leefbaar Voerendaal          | -                   | 1                   | 1                   | -                   | -                   | -                   | -                   |
| Totaal                       | 15                  | 15                  | 15                  | 15                  | 15                  | 15                  | 15                  |

## Kastelen
Voerendaal is bekend om zijn vijf kastelen:
- Kasteel Cortenbach
- Kasteel Puth
- Kasteel Haeren
- Kasteel Rivieren, voorheen gemeente Klimmen
- Kasteelhoeve ’t Huiske

Kasteel Ter Worm lag voorheen op het grondgebied van de gemeente Voerendaal, maar ligt na een herindeling in de gemeente Heerlen.
Voorts is het Hoenshuis en Overst Voerendaal bekend als een kasteelachtig huis. Verder bezit Voerendaal nog een aantal historische en/of monumentale boerderijen.

## Monumenten
In de gemeente zijn er een aantal rijksmonumenten en oorlogsmonumenten, zie:
- Lijst van rijksmonumenten in Voerendaal (gemeente)
- Lijst van oorlogsmonumenten in Voerendaal